# Aconitum fischeri
Aconitum fischeri is een plant uit de ranonkelfamilie. De plant heeft blauwe bloemen en bloeit als laatste van de monnikskappen. De soort komt van nature voor in Korea en Siberië.
... · A. anthora (Grote gele monnikskap) · A. fischeri · A. napellus (Blauwe monnikskap) · A. variegatum (Bonte monnikskap) · A. vulparia (Gele monnikskap) · ...